# Latvijas PSR čempionāts futbolā 1976
L'edizione 1976 del massimo campionato di calcio lettone fu la 32ª come competizione della Repubblica Socialista Sovietica Lettone; il titolo fu vinto dall'Energija Riga, giunto al suo terzo titolo.

## Formula
Il campionato era formato da tredici squadre che si incontrarono in gare di andata e ritorno per un totale di 26 turni e 24 incontri per squadra; erano assegnati due punti alla vittoria, un punto al pareggio e zero per la sconfitta.

## Classifica finale
|                        | Pos. | Squadra               | Pt | G  | V  | N  | P  | GF | GS | DR  |
| ---------------------- | ---- | --------------------- | -- | -- | -- | -- | -- | -- | -- | --- |
| RSS Lettone (bandiera) | 1.   | Enerģija Rīga         | 37 | 24 | 16 | 5  | 3  | 49 | 19 | +30 |
|                        | 2.   | Ķīmiķis               | 36 | 24 | 14 | 8  | 2  | 32 | 11 | +21 |
|                        | 3.   | VEF Riga              | 35 | 24 | 16 | 3  | 5  | 46 | 17 | +29 |
|                        | 4.   | RĖZ Riga              | 35 | 24 | 15 | 5  | 4  | 45 | 17 | +28 |
|                        | 5.   | Lielupe               | 27 | 24 | 10 | 7  | 7  | 30 | 23 | +7  |
|                        | 6.   | Jūrnieks              | 26 | 24 | 9  | 8  | 7  | 29 | 22 | +7  |
|                        | 7.   | RPI Riga              | 24 | 24 | 8  | 8  | 8  | 23 | 33 | -10 |
|                        | 8.   | Elektrons Rīga        | 20 | 24 | 5  | 10 | 9  | 27 | 33 | -6  |
|                        | 9.   | Starts                | 21 | 24 | 8  | 5  | 11 | 36 | 42 | -6  |
|                        | 10.  | Radiotehnikis Riga    | 17 | 24 | 6  | 5  | 13 | 22 | 41 | -19 |
|                        | 11.  | Venta                 | 16 | 24 | 4  | 9  | 11 | 17 | 28 | -11 |
|                        | 12.  | Mašīnbūvētājs Rēzekne | 9  | 24 | 4  | 1  | 19 | 16 | 53 | -37 |
|                        | 13.  | RPR Riga              | 8  | 24 | 3  | 2  | 19 | 16 | 49 | -27 |